# Яковина Юліан Іванович
Юліан Іванович Яковина (24 лютого 1953, смт. Перегінське, Станіславська область, УРСР, СРСР) — український громадський діяч, кінооператор, режисер, засновник та голова Івано-Франківського осередку Національної спілки кінематографістів України, член Координаційної Ради відділень, осередків та організацій НСКУ, засновник Івано-Франківської молодіжної навчальної «Студії Кіномистецтв»,  автор документальних фільмів, фотохудожник, колекціонер.

## Біографія
Народився 24 лютого 1953 року в Перегінське на Прикарпатті.  Мати Яковина Тереза — уродженка  Калуш, педагог. Батько — Яковина Іван, інженер, товарознавець. З 1960 року розпочинає навчання в станіславській середній школі №13. та вступає в станіславську дитячу музичну школу №1 по класу баяна (педагог -М. Суттягіна).  В 1966 році вперше знайомиться з конструкцією аматорської кінокамери сімейства «Кварц», та купує для навчання книжки серії «Бібліотека кінолюбителя». Надалі продовжує навчання в дитячій музичній школі, де організовує репетиції музичного гурту з учнями цієї ж школи: Ярославом Литвинським, Володимиром Яцолою (в подальшому відомим українським композитором та музичним керівником відомого в колишньому СРСР ВІА «Гуцулочки»). В 1968 році закінчує навчання в івано-франківській дитячій музичній школі № 1 та продовжує навчатись в дев'ятому класі середньої трудової політехнічної школи № 5 м. Івано-Франківська.  В 1970 році закінчує середню школу № 5 та поступає на стаціонарне відділення газонафтопромислового факультету Івано-Франківського технічного інституту нафти і газу. В 1971 році за власним бажанням полишає інститут та влаштовується до призову в армію помічником в технологічний цех Івано- Франківського шиноремонтного заводу. З 03 травня 1971 року по 23 травня 1973 року проходив службу в рядах збройних сил колишнього СРСР.  У серпні 1973 року поступив на вечірнє відділення механічного факультету Івано-Франківського інституту нафти і газу. Відразу ж влаштовується учнем-фрезерувальником в інструментальний цех приладо-будівного заводу м. Івано-Франківська, де в подальшому здобуває високий кваліфікаційний розряд фрезерувальника. З 1973 року стає членом обласного клубу кіноаматорів м. Івано-Франківська, де знайомиться й товаришує зі Станіславом Щербатих (в подальшому відомим в Україні бардом під псевдонімом «Тризубий Стас»). Спільно з ним, зі звичайної аматорської кінокамери, конструює кінознімальний апарат для знімання фільмів широкоекранного формату, та вдосконалює станок і камеру для знімання мультиплікації. В 1976 році, як співавтор, бере участь у створенні фільму-концерту «В зелених Карпатах» (кіностудія «Верховина», диплом другого ступеню Всесоюзного фестивалю в Москві, 1976 р.). В тому ж році створює авторський документальний фільм «Кардинг — 74» (Диплом, приз обласного фестивалю, 1976 рік.). В 1979 році отримує диплом інженера-механіка та направляється заводом на викладацьку роботу в Івано-Франківське технічне училище № 1. З квітня 1980 року працює на Івано-Франківському заводі «Автоливмаш» в спеціальному конструкторському бюро, де конструює, здійснює дизайн та впроваджує у виробництво товари народного споживання. В 1981 році народна аматорська кіностудія "Верховина" обласного науково-методичного центру народної творчості, представляє на суд глядачів регіону документальні фільми Юліана Яковини: «Кардинг-74», «Кримські ескізи» (диплом, приз обласного кінофестивалю, 1981 р.). Як співавтор, бере також участь у створені документального фільму кіностудії «Верховина»: «Відроджені мелодії» (диплом Лауреата, золота медаль, приз Республіканського кінофестивалю в Києві, 1977 р.; срібна медаль, диплом Всесоюзного фестивалю, Москва, 1977 р.; диплом, приз 16-го Міжнародного фестивалю країн Латинської Америки, Буенос-Айрес, Аргентина, 1989 р.). З 1982 року співпрацює з кіностудією «Верховина» у створенні регіонального кіножурналу «Новини культури». Там же продовжує творчу співпрацю зі своїм товаришем Володимиром Біланом — знаним на Прикарпатті редактором музичних передач, диктором обласного радіо. З кінця вересня 1982 року по 1988 рік працює конструктором у відділі головного конструктора Івано-Франківського арматурного заводу на запрошення дирекції заводу. Відвідує з вирішенням виробничих питань найбільші машинобудівні заводи колишнього СРСР: АЗЛК (Москва), АвтоВАЗ (Тольятті, Самарська області), ГАЗ (Нижній Новгород), Арсенал (Київ), інші. На початку 1980-х років стає учасником проведення першої дискотеки в місті Івано-Франківську. В 1981 році бере уроки живопису у відомого художника Прикарпаття Ореста Заборського, дружні стосунки з яким підтримуються і понині. З 1986 року бере участь в андеграундних презентаціях в м. Івано-Франківську оригіналів вінілових платівок американської популярної співачки Донни Саммер, диско-гурту з колишньої ФРН Boney M., популярної інструментальної музики Space (французький гурт) та інших. Глибоко захоплюється творчістю українських гуртів «Опришки», «Кобза», та українських композиторів Володимира Івасюка та Володимира Яцоли. За час роботи у відділі головного конструктора Івано-Франківського арматурного заводу брав участь у конструюванні та впровадженні у виробництво товарів спортивного, культурно-побутового та інших призначень. Реалізує власні проєкти з екстремального туризму: «По непрохідним стежинам гори Ай-Петрі (Крим)», «Зимові стежки Говерли» (Карпати), «По Дністру на байдарках» (Прикарпаття), «Схили на Поляні Любові» (Карпати), «На підйомниках гір Тянь-Шань» (Ташкент, Узбекистан)…

## Професійна кінематографічна діяльність
З 1 січня 1988 року очолює народну кіностудію «Верховина» управління культури Івано-Франківського міськвиконкому. З 1 квітня 1988 року більш поглиблено вивчає кінорежисуру та драматургію (педагоги В.Горпенко, Є.Загданський) в Київському інституті підвищення кваліфікації працівників культури Міністерства культури України. В цьому ж році засновує одну з перших в Україні молодіжну навчальну «Студію кіномистецтв» при народній кіностудії «Верховина» з власноствореною однорічною програмою навчання. Як художній керівник кіностудії «Верховина» зміцнює творчий склад колективу за рахунок випускників новоствореної «Студії кіномистецтв» сьогодні відомих на Прикарпатті Марії Артиш, Анни Кирпан, Марії Вайно. В цьому ж році знімає документальні фільми: «Свято міста мого», «Гуморина — 88», (дипломи Обласного конкурсу 3-го фестивалю народної творчості, 1990 р.). В 1989 році фотомистецькі творчі роботи Юліна входять до каталогу виставки «Народному фотоклубу „Ватра“-20 років». В 1989 році створює та очолює один з перших виробничих кооперативів міста «Конвалія».
В 1990 році здобуває диплом Лауреата Всесоюзного фестивалю слайд-фільмів «Хортиця-90» (м. Запоріжжя) за серію слайдів про Крим та Карпати. В тому ж році знімає авторський документальний фільм «Узбецькі замальовки», продовжуючи серію започаткованих ним фільмів-подорожей (диплом 1-го ступеня Всеукраїнського фестивалю кіновідеофільмів «Сто років світового кіно» м. Луцьк, 1995 р.). В 1991 році ініціює в м. Івано-Франківську виставку фотографії наймолодшого фотографа України, власниці диплому асоціації Парі — Насті Федоренко (3 роки, м. Донецьк), виставки якої проходили в США, Японії, Китаї. В лютому 1990 року поступає в Московський Заочний Народний Університет мистецтв на курс «Техніки кінозйомки» кінофотофакультету, який успішно закінчує наприкінці 1993 року (майстерня Григорія Озерського).
з 1991 по 1992 рік працює кореспондентом газети «Педагог Прикарпаття». (Головний редактор — Є.Гордиця), на сторінках якої висвітлює культурно-мистецькі події того часу для студентів Івано-Франківського педагогічного інституту ім. В.Стефаника.

## Творчість за час незалежної України
В 1992 році створює авторський документальний фільм «Реквієм», який розповідає про перезаховання жертв репресій в урочищі Дем'янів Лаз (диплом, приз Всеукраїнського кінофестивалю пам'яті Івана Миколайчука, 1993 р., м. Луцьк; третє місце, приз Всеукраїнського фестивалю краєзнавчих фільмів, де особливо тепло відізвався про фільм Скуратівський Василь Тимофійович — відомий український етнограф 1993 р., м. Лубни на Полтавщині; грамота Всеукраїнського фестивалю присвяченого 100-річчю від дня народження О. Довженка, 1994 р., м. Чернігів). Особисто знайомиться з Марічкою Миколайчук та кінорежисерами: В. Образом, М. Ткачуком, В. Вітром, Ю. Терещенко. В 1992 році завершує роботу з питань можливості подальшого функціонування аматорських кіностудій України, що залишилися після розпаду СРСР. В цьому ж році ініціює святкування 25 річчя народної кіностудії «Верховина», та виходу у світ ювілейного видання книжечки «Радість творчості». Успішно співпрацює з п. Мартою Когутяк — тогочасною завідувачкою управління культури Івано-Франківського міськвиконкому. З кінця 90-х років по 2007 рік працює під пресингом колишньої міської влади, де чиняться перепони розвитку молодіжного та аматорського кінематографу міста.
В 1993 році загальними зборами колективу Центрального народного дому № 1 управління культури Івано-Франківського міськвиконкому був обраний головою страйкового комітету по захисту даного приміщення від зазіхань колишньої влади, щодо передачі цього історичного приміщення іншій організації. В грудні 1995 року обирається членом Ради Федерації народної кінотворчості України, що була реанімована при Спілці кінематографістів України. В 1996 році обирається Повноважним представником Федерації по Івано-Франківській області. За час плідної роботи у складі Ради Федерації спільно зорганізовує :
— Міжнародний фестиваль некомерційних кіно-відеофільмів «Сашко». (м. Київ. 1994 р.).
— Всеукраїнський фестиваль некомерційних фільмів присвячений 5-річчю Незалежності України та 100-річчю Українського кіно (м. Хмільник, Вінницька обл., 1996 р.).
— Перший Всеукраїнський фестиваль некомерційних фільмів екологічної тематики (м. Ізмаїл, Одеської обл., 1997 р.).
— Всеукраїнський фестиваль некомерційних фільмів «Гей, фільмарі» (Київ, 1997 р., 1999 р., 2003 р.).
— Фестиваль аматорського мистецтва Прикарпаття (м. Івано-Франківськ, 1999 р.).
В 1995 році на кіностудії «Верховина» започатковує серію кіновідеофільмів «Творчі особистості Прикарпаття» та бере, як художній керівник, безпосередню участь: «Майстер» (про маестро, старійшину фотохудожників Прикарпаття — Степана Назаренка, 1995 р.; Диплом 1-го ступеня Всеукраїнського фестивалю кіно-відеофільмів аматорських та некомерційних студій, 1995 р. м. Луцьк); «Асоціації» (про місцевого оригінального художника — Зеновія Проціва, 1999 р.; Диплом 1-го ступеня Всеукраїнського фестивалю некомерційного кіномистецтва «Гей, фільмарі» м. Київ. 2003 р.); «Сонячні лабіринти» (про талановиту керамістку Любов Румянцеву з Івано-Франківська, 2001 р.; Диплом 1-го ступеня Всеукраїнського фестивалю некомерційного кіномистецтва «Гей, фільмарі!» м. Київ. 2003 р.).
В липні 1996 року в міській газеті «Світ молоді» у світ друком виходить збірка його білих віршів «Знаки твоїх кроків». В 1997 році Юліана Яковину приймають у члени спілки кінематографістів України, (м. Київ). Членський квиток отримує з рук голови спілки — Михайла Бєлікова в Синій залі Будинку кіно м. Києва. В тому ж році вперше на теренах Прикарпаття зорганізовує професійний Івано-Франківський осередок спілки кінематографістів України. Загальні збори осередку обирають його головою. Тоді ж ініціює творчі програми та стає автором основних напрямків розвитку осередку: розвиток молодіжного кіновідеомистецтва, документального кіновідеомистецтва, кінодраматургійного мистецтва регіону. В 1999 році Юліан Яковина ініціює та створює «Регіональну перспективну програму Івано-Франківського осередку Національної спілки кінематографістів України по сприянню розвитку молодіжного, дитячо-юнацького кіновідеомистецтва, створення молодіжних, дитячо-юнацьких телевізійних програм» (1999—2001 р., 2002—2005 р., 2006—2010 р.).
Згідно з цією програмою він успішно зреалізовує власні проєкти з питань захисту, збереження та розвитку: єдиної в регіоні дитячої анімаційної студії «Мрія». с. Рожнів, Косівського р-ну, (проєкт 1998—2014 р.), міського кінотеатру ім. Т. Шевченка, як кінотеатру дитячо-юнацького спрямування (проєкт 1998—2004 р.), навчальної молодіжної «Студії кіномистецтв» управління культури Івано-Франківського міськвиконкому (проєкт 2002—2008 р.), дитячої телепередачі «Галочка» ОТБ «Галичина»(проєкт 1998—2003 р.), міської відеотеки — однієї з найкращих відеотек України, де проводилися творчі заходи зі шкільною та студентською аудиторією (проєкт 1999—2002 р.). Позицію захисту цих творчих колективів регіону Юліан Яковина обрав не випадково, оскільки вчергове зустрівся з бюрократією колишніх високопосадовців та проявами їх невідповідності вимогам того часу. У 2000 році на базі Івано-Франківського телебачення «Канал 402» знімає силами «Студії кіномистецтв» одну з серій телевізійного циклу «Архіви музики». Як автор сценарію до фільму «Альпіністи Прикарпаття», в цьому ж році здобуває диплом Міжнародного кінофестивалю туристичних фільмів «Вітер мандрів» (м. Київ). У 2000 році, як художній керівник, виводить кіностудію «Верховина» у ранг найкращих народних колективів України (лист-звернення колишньому голові міста від голови Національної спілки кінематографістів України, Академіка Академії кіномистецтв України, лауреата Державної премії України ім. Т. Шевченка — Михайла Бєлікова). У 2000 році — делегат 3-го з'їзду Національної спілки кінематографістів України (м. Київ). У 2000 році сприяє написанню та виходу у світ кіносценарію психологічної драми «Чоловік в кредит…» — лауреата Всеукраїнського конкурсу романів та кіносценаріїв «Коронація слова» в м. Києві (автор М. Вайно — випускниця «Студії кіномистецтв» кіностудії «Верховина»). У 2001 році сприяє виходу в світ кіносценаріїв, об'єднаних в одну книжку «Свекрушина», продовжуючи реалізовувати один з основних напрямків осередку — розвиток кінодраматургійного мистецтва Прикарпаття. У вересні 2002 року очолює журі 12-го Міжнародного гуцульського фестивалю в жанрі «Фотокіномистецтво» (м. Косів, Івано-Франківської обл.). У 2002 році зорганізовує святкування 35-річчя народної кіностудії «Верховина» (м. Івано-Франківськ), поповнюючи творчий склад кіностудії випускниками «Студії кіномистецтв»: відомими в подальшому Ольгою Копач, Мар'яном Бушаном, Ігорем Васютою. У 2003 році ініціює святкування 15-ї річниці заснованої ним молодіжної навчальної «Студії кіномистецтв», представляючи найкращі дипломні кінороботи студійців на Всеукраїнському фестивалі некомерційного кіно «Гей, фільмарі» (м. Київ, 2003 р., диплом 1-го ступеня "За найкращий фільм, створений дітьми за всі роки діяльності «Студії Кіномистецтв»). Бере участь у Всеукраїнському фестивалі молодіжного кіно та телебачення «Кришталеві джерела» (АР Крим, 2004 р., диплом за фільм «Екскурсія», автор Мар'ян Бушан).
В тому ж році організовує в місті «Тижні молодіжного кіно Студії кіномистецтв». У 2004 році занесений до першої Української кіноенциклопедії «Кіномистецтво України в біографіях», (АВДІ, Київ, 2004 р.) У 2005 році, в рамках створеної ним молодіжної програми з розвитком кіно, зреалізовує власний «Кінематографічний проєкт підтримки розвитку дітей та молоді міста», який здобуває грошовий гранд Благодійної Фундації імені Короля Юрія (м. Івано-Франківськ). У 2005 році 4-м з'їздом Національної спілки кінематографістів України обирається членом правління Національної спілки кінематографістів України.
До 2005 року ініціює прийом у члени спілки ще двох членів осередку: Марію Вайно, та Ірину Григулевич. У 2005 році, з нагоди святкування 10 річчя Івано-Франківського видавництва «Нова Зоря», Юліан Яковина отримує з рук директора і головного редактора «Нової Зорі» о. Ігоря Пелехатого ювілейний каталог видавництва, до якого входять кінодраматургійні твори осередку, котрі ініціював до видавництва Юліан Яковина.
У 2006 році спільно з Івано-Франківським театром кіно «Люм'єр» зорганізовує молодіжний проєкт «Цифрова Відеостудія — „Студія кіномистецтв“» та ряд молодіжних кінопроєктів: «Студія кіномистецтв на Херсонському кінофестивалі „Кинокімерія“», «Прикарпатський кіновернісаж»… У 2006 році ініціює та впроваджує в життя один з найкращих власних молодіжних кінопроєктів «Фолькетнофільм» (спільно з ГО «Мистецька формація „Форумс“, журналом „Пластилін“). У сквері біля обласного Художнього музею, за допомогою відеопроєкції на стіні давнього муру глядачі мали змогу переглянути справжній феєрверк відеофільмів осередку фольклорно-етнографічного спрямування. В цьому ж році очолює журі 16-го Міжнародного фестивалю гуцулів в номінації „КіноФото“, (смт. Печеніжин), де знайомиться з Василем Нагірним — режисером Коломийського телебачення „Незалежне телебачення краю“ та запрошує його в Івано-Франківський осередок НСКУ. В цьому ж 2006 році ініціює спільно з обласною бібліотекою для юнацтва проєкт „День Українського кіно“, який стає постійно діючим.
У 2006 році, на запрошення творчої молоді міста, в знак протесту міській владі за невиконані нею обіцянки по створенню „Центру сучасного мистецтва“, Юліан Яковина знімає відеофільм „Альтернатива“, про молодіжну акцію „Виставки в закинутому будиночку“, яка мала значний резонанс на той час…
У 2006 році Обласна газета „Галичина“ запрошує Юліана Яковину до складу журі фіналу П'ятого фотоконкурсу „Обличчя Галичини“-2006», де обиралася міс (преса-імідж) "Обличчя «Галичини». В цьому ж році ініціює та впроваджує власний проєкт «Фолькетнофільм», який проходив у рамках 2-го фестивалю народного прикладного мистецтва «Прикарпатський Вернісаж» (Грамота Ради з туризму Карпатського регіону Івано-Франківському осередку НСКУ). Даний проєкт з часом продовжився в аудиторіях університетів, ліцеїв та залах бібліотек міста. Згідно власно створених програм захисту та розвитку аматорських кіноколективів регіону, спільно з обласною ГО «Молодіжною Мистецькою Формацією „Форумс“», зорганізовує та бере безпосередню участь зі всіма аматорськими кіноколективами регіону у Всеукраїнському фестивалі «Кінокімерія» (м. Херсон, 2006 р). Від Івано-Франківська на «Кінокімерію» представляє учасників молодіжної «Студії кіномистецтв» з їх дипломними кінострічками (спеціальний приз від Михайла Іллєнка наймолодшому кінематографісту фестивалю — Миколці Карпику, 12 років). З нагоди Дня Українського кіно, спільно з Обласною бібліотекою для юнацтва, Юліан Яковина зорганізовує зустріч з наймолодшим учнем «Студії кіномистецтв» Миколою Карпиком (12 років) — учасником та призером Всеукраїнського кінофестивалю аматорського кіно «Кінокімерія-2006» за відеофільм «Ліляна», (м. Херсон). У 2006 році Юліан Яковина знімає авторський документальний відеофільм «Портрети», про неординарну творчу Прикарпатську родину Гутів із селища міського типу Солотвино, що на Івано-Франківщині (Спеціальний диплом 5 Всеукраїнського фестивалю екранних мистецтв «ДНІПРО-СІНЕМА» — «за глибоке розкриття теми художніми кінематографічними засобами», м. Дніпропетровськ, 2009 р.). В цьому ж році голова Івано-Франківського осередку Національної спілки кінематографістів України, член Правління НСКУ — Юліан Яовина нагороджує Дипломами осередку: міське радіо «Вежа»107,0 ФМ" (за цикл передач на кінематографічну тематику: «Вінілове кіно», «Камера з Володимиром Кацалком», «Новий Вавилон»); Обласну газету «Галичина» (за співпрацю в популяризації Українського Національного кінематографу); ВО «Івано-Франківськкіновідеопрокат» (за вдале проведення в кіномережі області постійно діючих тематичних кінопоказів, свят, фестивалів); Народного артиста України Сергія Романюка — члена Івано-франківського осередку НСКУ (за значний вклад у розвиток Національного кінематографу України). У 2006 році Юліан Яковина, як художній керівник кіностудії «Верховина», ініціює кіностудією відеозйомку фільму «Проекти», про молодіжний проєкт ленд-арту «Сіль землі», що був представлений ГО "Молодіжною мистецькою Формацією «Форумс» на фестивалі в Шешорах. А новостворені фільми «Альтернатива» (авт. Ю.Яковина) та «Проекти» (авт. І.Васюта) подає на Міжнародний молодіжний фестиваль «Драбина» в номінацію «Кінотеатр» (м. Львів, 2006 р.).
У 2007 році спільно з директором театру кіно «ЛЮМЄР» — п. Лідією Шкрібляк реалізовує проєкт: «Молодіжна навчальна „Студія кіномистецтв“ — студія цифрових технологій». В цьому ж році, як художній керівник народної кіностудії «Верховина» управління культури Івано-Франківського міськвиконкому, ініціює та проводить творчий звіт кіностудії « Верховина» з нагоди 40-річчя, та завершує 19-й випуск учнів молодіжної навчальної «Студії кіномистецтв», створеної ним в 1988 році. У 2007 році бере участь в Міжнародній мистецькій виставці Львівського Осіннього Салону «Високий Замок» (м. Львів, Палац Мистецтв, 2007 р.), де його експериментальні художні фототвори входять і до каталогу виставки Салону. У 2008 році через певні обставини змушений був передати керівництво «Верховиною» та «Студією кіномистецтв» своєму колезі — Ярославу Яновському. Залишаючись і надалі головою Івано-Франківського осередку НСКУ та членом Правління НСКУ, зосереджує свою увагу на більш глобальних проєктах осередку з питань подальшого розвитку екранних мистецтв на Прикарпатті та України в цілому. Підводить перші підсумки 10 — ти років творчоі діяльності Осередку на території міста, регіону. Особливо виокремлює Юліан Яковина визначальні для міста, регіону проєкти, що були реалізовані членами Івано-франківського осередку НСКУ: "Дитяча телепередача «Галочка» (ОТБ «Галичина», авт. В.Кукуруза); пізнавальна телепередача «Вулиця» (ОТБ «Галичина», автор В. Кукуруза); створення та видання високодуховних кінодраматургійних творів-лауреатів: «Чоловік в кредит», «Свекрушина», «Ти мій син», «Француаза», «Кусень світу».(авт. Марія Вайно); відкриття єдиного в Україні музею одного фільму: "Хати-музею кінофільму «Тіні забутих предків», фестивалю Гуцульських фільмів знятих на Гуцульщині (ініціатор — Ірина Григулевич); успішна реалізація проєкту «Регіональна перспективна програма по сприянню розвитку молодіжного, дитячо-юнацького кіновідеомистецтва, створення молодіжних, дитячо-юнацьких телепрограм» (1999—2001 рр.; 2002—2005 рр.; 2006—2010 рр.; авт. Ю.Яковина). В2008 році Юліан вітає свого учня «Студії кіномистецтв» Маряна Бушана — студента Київського національного університету кіно і телебачення з перемогою на фестивалі під відкритим небом «Відкрита ніч» (м. Київ, диплом "за найкращий студентський фільм — «Вирвані листки»). У 2008 році в обласній газеті «Освітянське слово» виходять декілька дослідницьких статей Юліана Яковини під рубрикою — «На допомогу вчителю» («Мистецтво бути кіноглядачем»: «Декілька ремінісценцій з історії Українського кіно»; «Естетичне переживання. Образне бачення»; «Світло, колір, звук»). В січні 2008 року в Народному домі «Просвіта» проходить презентація авторського відеофільму Юліана Яковини «Портрети» та зустріч з героями фільму — творчою сім'єю Гутів з с. Солотвино, Богородчанського р-ну. У 2008 році Голова Національної Спілки кінематографістів України Борис Савченко нагороджує Юліана Яковину Грамотою «За багаторічне самовіддане служіння десятій музі…». З нагоди Дня Українського кіно Обласна бібліотека для юнацтва запрошує Юліана Яковину на зустріч з учнями шкіл, ліцеїв м. Івано- Франківська (презентація авторського фільму «Портрети»). Обласне радіо транслює інтерв'ю з Юліаном Яковиною з нагоди 10-ти річчя Івано-Франківського осередку НСКУ. У вересні 2008 року він також ініціює участь членів творчого активу осередку в Івано-Франківському конкурсі кінофільмів «Молодіжне альтернативне кіно» за головуванням члена Національної спілки кінематографістів України — Олеся Саніна (організатор конкурсу арт-клуб «Химера»).
З 2008 року входить до складу журі обласного дитячого фотоконкурсу, який щорічно організовує Івано_Франківський державний центр науково-технічної творчості учнівської молоді.
У 2009 році відзначає дипломами членів осередку, які брали участь в Івано-Франківському фестивалі короткометражного відео «КУБ», (диплом Я.Яновському «За вагомий внесок у розвиток сучасних видів кіномистецтва Прикарпаття: артхаузу та відеоарту». В цьому ж році за сприяння Осередку у Київському видавництві «Дивослово» вийшла нова редакція кінодраматургічного твору М. Вайно «Чоловік в кредит». Не менше своєї уваги Юліан Яковина зосереджує і на подальшому розвитку та популяризації екранних видів мистецтв міста, регіону — зокрема напрямку створення документальних фільмів з історії краю. З приходом в Осередок запрошених Юліаном Яковиною режисерів: Василя Нагірного («Незалежне телебачення краю», м. Коломия, 2006 р.) та Мирослава Бойчука («Студія документального кіно Мирослава Бойчука», м. Івано-Франківськ, 2012 р.), роль Осередку в розвитку кінодокументалістики регіону, стала значно значимішою. До речі, творчість Василя Нагірного відразу ж заінтригувала Юліана Яковину глибоким знанням матеріалу, доступністю викладу цього матеріалу, неабиякою працездатністю режисера (в творчому доробку Василя Нагірного понад 200 фольклорноетнографічних та історичних відеофільмів!).
У 2009 році на прохання ГО "Молодіжна Мистецька Формація «ФОРУМС» Юліан Яковина створює проєкт рекомендованого курсу основ кіновідеомистецтва для навчання студійців у відеошколі, яку планували відкрити при «ФОРУМС» в м. Івано-Франківську. В цьому ж році здобуває Спеціальний диплом «За глибоке розкриття теми художніми кінематографічними засобами у фільмі „Портрети“» на 5 Всеукраїнському фестивалі екранних мистецтв «Дніпро-Сінема» (м. Дніпропетровськ, 2009 р.), а Івано-Франківське представництво Українського ТВ «Каналу 24» зорганізовує інтерв'ю з ним. У вересні 2009 року з нагоди 115 річниці від Дня народження О. П. Довженка та святкування Дня Українського кіно, спільно з Обласною бібліотекою для юнацтва, ініціює та проводить зустріч з молоддю, демонструє документальний фільм «Олександр Довженко. Роздуми після життя.» та ділиться власними спогадами про поїздку в с. Сосницю, Чернігівської області, де народився О. П. Довженко. В листопаді 2009 року з ініціативи Івано-Франківської газети «Вечірній Івано-Франківськ» у світ виходить стаття журналістки Марти Войцехівської про творче життя Юліана Яковини — «Голова Івано-Франківського осередку НСКУ Юліан Яковина: Мусимо ростити нових Олександрів Довженків, Іванів Миколайчуків, Тризубих Стасів щоб ходити своєю землею з гідно піднятою головою». В цьому ж році ініціює творчу зустріч члена Івано-Франківського осередку — Марії Вайно з творчою елітою міста в приміщенні художньої галереї «Пан-Арт» (тема зустрічі — "Творчість та кінодраматургія Марії Вайно). У жовтні 2009 року Юліан Яковина запрошується на перше засідання голів регіональних осередків з новообраним головою Правління НСКУ — Сергієм Тримбачем і обирається рішенням 4-го пленуму Правління НСКУ — членом Координаційної ради відділень, осередків та організацій НСКУ (м. Київ). Хоча осередки Спілки носять статус професійних осередків — Юліан Яковина на засіданнях Правлінь НСКУ піднімав питання реанімування Федерації народної кінотворчості України при НСКУ. У 2009 році при Спілці створюється альтернатива ФНКУ — Комісія сприяння кіноаматорству в Україні НСКУ, до складу якої обирається і член Івано-Франківського осередку НСКУ — Ірина Григулевич. Юліан Яковина опираючись на таку увагу Спілки щодо ролі аматорських кіноколективів в Україні, поширює цей статус і на збережені Осередком аматорські кіностудії регіону. В цьому ж році він з Іриною Григулевич представляють чотири аматорських колективи регіону на п'ятому Міжнародному фестивалі аматорського кіно «КІНОКІМЕРІЯ» (м. Херсон), який за сприяння також і Ірини Григулевич одержав статус повноправного члена Міжнародного союзу непрофесійного кіно (УНІКА) при ЮНЕСКО.
У 2010 році Юліан Яковина ініціює участь кінематографістів Осередку у трьох Міжнародних фестивалях: «Золотий Витязь» (м. Москва, Росія, диплом, кубок фестивалю художньому кінофільму «Рахіра» за О.Кобилянською «за вірність традиціям Українського поетичного кіно» — авт. М.Бушан); «Дніпро-Сінема» (Дніпропетровськ, Україна, спеціальний диплом відеофільму «Чотири пори року» «за вдале іміджеве представлення рідного міста (Коломиї) засобами телемистецтва» — авт. В.Нагірний, «Незалежне телебачення краю», Коломия; диплом Лауреата, спеціальний приз в номінації «Професійне кіно» художньому кінофільму «Рахіра» — авт. М.Бушан); «КіноЛев» (м. Львів, Україна, диплом фестивалю фільму «Рахіра» «за найкращий короткометражний художній фільм» — авт. М.Бушан). В цьому ж році відеофільм Юліана Яковини «Портрети» представляє Прикарпаття на святі «Ніч у Луцькому замку» (м. Луцьк). У 2010 році Юліан Яковина спільно з Ігорем Васютою — членом Осередку, створюють при івано-франківському осередку НСКУ «Експериментальну артлабораторію кінематографу та фотографії», та беруть участь в мистецьких проєктах: «КОРОБКА», «Виставка люмінографії» (власний проєкт), що мали значний резонанс у культурномистецькому житті міста.
У 2011 році у творчому житті Юліана Яковини відбувається значна подія — поїздка в м. Чернівці на урочисті заходи, присвячені 70 річчю від дня народження видатного українського кіноактора, режисера, сценариста — Івана Миколайчука. Перебуваючи в складі делегації від Національної спілки кінематографістів України, Юліан Яковина вперше потрапляє в с. Чорторию (відвідує хатину, де народився Іван, зустрічається з родиною Івана Миколайчука, знайомиться особисто з товаришем Івана — Михайлом Махалатюком — фотохудожником та Іваном Снігурем — художником, колекціонером, товаришем відомого Українського кінорежисера Сергія Параджанова. В пам'ять Івана Миколайчука Юліан Яковина спільно з кіноклубом «Маяк» присвячують цикл «Зустрічей з Прикарпатським кінематографом», а з нагоди Дня Українського кіно у вересні цього ж року спільно з Обласною бібліотекою для юнацтва зорганізовує зустріч з школярами міста в культурно-мистецькому центрі «Є». У 2011 році Юліан Яковина вчергове представляє регіон на двох кінофестивалях: Міжнародному — «Золота пектораль-2011» (м. Трускавець, Україна, головний приз «Золота пектораль» за найкращий короткометражний фільм «Рахіра» — авт. М.Бушан); Всеукраїнському фестивалі екранних мистецтв «Дніпро-Сінема» (м. Дніпропетровск, диплом Лауреата за відеофільм «Карпатські тунелі» — авт. В. Нагірний; диплом фестивалю за ігровий відеофільм «Нитка Аріадни» — авт. М.Бушан). В цьому ж 2011 році випускник «Студії кіномистецтв» Юліана Яковини — Марян Бушан — стипендіат програми національного центру культури «Gaude Polonia» (Польща), завдяки якій навчається і успішно закінчує Вищу школу кінорежисури Анджея Вайди. Відразу ж у світ виходять два інтерв'ю Юліана Яковини з М.Бушаном та В. Нагірним у газеті «Світ молоді» та «Галичина». У 2011 році за головування Юліана Яковини у місцевому видавництві «Місто НВ» у світ виходять нові кінодраматургійні твори М.Вайно: «Кусень світу», «Француза», об'єднані в одну книжку «Шкіци на одвірках» (Лауреат Обласної премії ім. В. Стефаника в галузі літератури, м. Івано-Франківськ, 2013 р.). У 2012 році випускниця «Студії кіномистецтв» Юліана Яковини — Маряна Глинська за сприяння стипендіальної культурної програми США завершує трирічне навчання в Школі мистецтв при Техаському технічному університеті (спеціалізація — фотографія, відео; США). Створена Юліаном Яковиною «Експериментальна артлабораторія кінематографу та фотографії» в 2012 році презентує для міста два проєкти: « Програма відеоарту», присвячена 115 річчю першого кіносеансу в м. Івано Франківську; (куратор Я. Яновський; гранд-кафе Театру Кіно «Люмєр», КМЦ «Є»), та «Мобіл-арт — цифровий живопис» (персональна виставка Юліана Яковини фотографій на скляних блоках; виставкова зала ТЦ «Галереї Бастіон», м. Івано-Франківськ). З нагоди трьохрічного ювілею створеної Юліаном Яковиною «Експериментальної артлабораторії кінематографу та фотографії», ОДТРК «Карпати» (п. Наталія Асатурян) зорганізовує з ним сорокахвилинну радіотелепередачу. В цьому ж році презентує Прикарпаття на 8 Міжнародному фестивалі екранних мистецтв «Дніпро-Сінема» ім. Данила Сахненка (м. Дніпропетровск, спеціальний диплом фільму «Моє слово» за вдале створення телепортрету сучасного українського письменника — Степана Процюка, авт. В.Кукуруза, ОТБ «Галичина»; диплом фестивалю документальним відеофільмам: «Жовква», «Жидачів», «Розділ», авт. В.Нагірний, «Незалежне телебачення краю», м. Коломия). Аматорське ж відеомистецтво краю 2012 року, Юліан Яковина представив трьома колективами: кіностудія «Верховина» (диплом Міжнародного фестивалю аматорських фільмів «Кінокімерія» за серію фільмів відеоарту, м. Херсон; кіностудія «Полонина» с. Яблуниця, (дипломи цього ж фестивалю за серію фільмів, присвячених святам та обрядам Верховинщини); кіностудія «Черемош», с. Рожнів (диплом Лауреата Міжнародного фестивалю екранних мистецтв «Дніпро-Сінема» за анімаційну стрічку «Протест», авт. група дітей студії; м. Дніпропетровськ, 2012 р.). До 115 річниці першого кіносеансу в м. Станиславові (сьогодні Івано-Франківську), Юліаном Яковиною, на замовлення місцевого видавництва «Лілея НВ», підготовлений до видавництва рукопис з п'яти частин — «Екранне мистецтво Івано-Франківська». В цьому ж році з нагоди Дня Українського кіно, спільно з Обласною бібліотекою для юнацтва, Юліан представляє школярам міста дитячу шкільну кіностудію ім. О.Довбуша із селища Річка Косівського р-ну, на чолі з її легендарним засновником та керівником — Володимиром Григорчуком. До святкування Дня міста та 100-річчя розвитку мистецтва відеоарту у світі, Юліан Яковина на базі «Експериментальної артлабораторії кінематографа та фотографії», спільно з кіностудією «Верховина», організовують проєкт: «Міжнародна програма відеоарту», у конкурсній частині якої взяли участь країни: США, Бразилія, Іспанія, Італія, Німеччина, Румунія, Сербія, Україна (Івано -Франківск, м. Львів).
У 2013 році Івано — Франківський осередок НСКУ, спільно з відділом літератури з мистецтва Обласної універсальної наукової бібліотеки ім. І. Франка, зорганізовують проєкт: «Івано-Франківському осередку НСКУ-15 років!». У рамках цього проєкту, Юліан Яковина, вперше презентує для регіону значну дослідницьку працю свого колеги по Осередку Мирослава Бойчука — відеофільм «Франкове Прикарпаття» (перші дві частини; «Студія документального кіно Мирослава Бойчука», м. Івано-Франківск, 2013 р.). «На подив присутніх…» — підкреслює Юліан Яковина, «… на презентації фільму серед всіх представників влади регіону, була присутня тільки влада міста…» Окрім відеофільму «Франкове Прикарпаття» (диплом Міжнародного фестивалю екранних мистецтв «Дніпро-Сінема», м. Дніпропетровськ, 2013 р.), Юліан Яковина представляє ще й власний кінематографічний проєкт «Портрети…», куди входять тематичні фільми, створені членами Осередку, що розповідають про творчих особистостей краю: письменника Степана Процюка («Моє слово», авт В.Кукуруза, ОТБ « Галичина», 2012 р.); творчу родину Гутів з смт Солотвино («Портрети», авт. Ю.Яковина, кіностудія «Верховина», м. Івано-Франківськ, 2007 р.); малярки Наталії Захарчук, фотохудожника Валерія Дідорака, поета Андрія Малащука, скульптора Романа Захарчука, художника Мирослава Ясінського («Осінь-2012», авт. В.Нагірний, «Незалежне телебачення краю», м. Коломия). На завершення творчого вечора «Івано-Франківському осередку НСКУ-15 років» Юліан Яковина нагородив подяками Осередку за сприяння у популяризації Українського Національного кінематографу: ТВ "Канал «24», ОТБ «Галичина», ОбласнаТРК «3-Студія», телеканал ТРК «Вежа», ОДТРК «Карпати» (п. Наталію Асатурян), Обласну газету «Галичина» (п. Лесю Тугай), Театр Кіно «Люмєр» (п. Лідію Шкрібляк), Обласну універсальну наукову бібліотеку ім. І.Франка (відділ літератури з мистецтва), подякував за гостинність всьому творчому колективу Бібліотеки в особі її директорки п. Людмили Бабій. Міський голова м. Івано-Франківська Віктор Анушкевичус нагородив Івано -Франківський осередок НСКУ Подякою, яку урочисто вручив Юліану Яковині перший заступник мера міста — Михайло Верес. В цьому ж році, з нагоди урочистостей Осередку, Юліана Яковину запрошують на ітервю: ОДТРК «Карпати», ТРК «Вежа». У 2013 році Юліан Яковина, спільно зі «Студією документального кіно Мирослава Бойчука», проводять презентації новостворених високохудожніх відеофільмів, що стали своєрідною віхою в подальшому розвитку документальної відеотворчості Прикарпаття: «Франкове Прикарпаття» (авт. М.Бойчук,); «З чистих джерел» (авт. М. Бойчук, Ольга Терешкун); «Життя в ефірі» (авт. М.Бойчук, відеофільм присвячений пам'яті неординарної особистості Прикарпаття — журналісту Романові Боднарчуку). В жовтні 2013 року Юліан Яковина ініціює участь Прикарпатських режисерів-членів Осередку, в Міжнародному фестивалі екранних мистецтв «Дніпро-Сінема» ім. Д.Сахненка (м. Дніпропетровськ, диплом фестивалю за відеофільм «Франкове Прикарпаття», авт. М.Бойчук; Спеціальний диплом, приз відеофільму «З чистих джерел», автори — М.Бойчук, О.Терешкун; диплом фестивалю відеофільму «Осінь-2012», авт. В.Нагірний «Незалежне телебачення краю», м. Коломия). В тому ж році, Обласна універсальна наукова бібліотека ім. І.Франка, вручає Юліану Яковині, створений відділом літератури з мистецтва бібліотеки, відеофільм «Правда часу», що був сформований з архіву Яковини, про його творчу діяльність в Івано- Франківському осередку НСКУ за період 1997—2013 рр. До Дня Українського кіно, Юліан Яковина, спільно з Обласною бібліотекою для юнацтва, організовують для школярів міста творчу зустріч з п. Марією Вайно — Лауреатом ВФ «Коронація слова», міської премії ім. І.Франка, Обласної премії ім. В.Стефаника в галузі літератури, поетесою, прозаїком, драматургом, членом Івано-Франківського Осередку НСКУ. У 2013 році Юліан Яковина представляє Прикарпатських кіноаматорів на Міжнародному фестивалі аматорського кіно «Кінокімерія». (м. Херсон, диплом фестивалю кіностудії «Верховина» за серію відеоарту, авт. Я, Яновський; диплом фестивалю за цикл відеофільмів про вшанування селом Яблуниця свят та обрядів на Верховинщині авт. Дроняк).
У листопаді 2013 року, в рамках святкування 15-ї роковини Івано-Франківського осередку НСКУ, з ініціативи Осередку, при залученні управлінь культури міста та області, Юліан Яковина організовує один з найкращих своїх проєктів: "Фестиваль фільмів-лауреатів Міжнародного фестивалю екранних мистецтв «Дніпро-Сінема» 2010—2013 рр., де до уваги глядачів залу «Гранд-Кафе» Театру Кіно «Люмєр», представляє найкращі відеофільми, створені режисерами Осередку. Даний захід проводився ще і в підтримку Майдану в Києві, оскільки Осередком був презентований новий відеокліп «Архангел Михаїл», у виконанні відомого українського співака Тараса Житинського (ідея, відео зйомки, монтаж кліпу — Мирослав Бойчук). У 2013 році в творчому житті Юліана Яковини відбуваються ще дві важливі події: участь у виставці абстрактного мистецтва, що проходила в ТЦ «Галерея Бастіон» (м. Івано-Франківськ), та презентації книжечки (художнє оформлення Ю. Яковини) місцевої юної поетеси — Христини Пастух (зала обласної юнацької бібліотеки). В цьому ж році, в місцевому видавництві «Тіповіт», виходить у світ книжка Літературного Альманаху № 1 «Відсутність адресата. Від Франківська до Вроцлава» (упорядники Євген Баран, Наталія Ткачик), в художньому оформленні Юліана Яковини.